# Cəngan (Salyan)
Cəngan è un comune dell'Azerbaigian situato nel distretto di Salyan. Conta una popolazione di 348 abitanti.